# Liutwin (Trier)

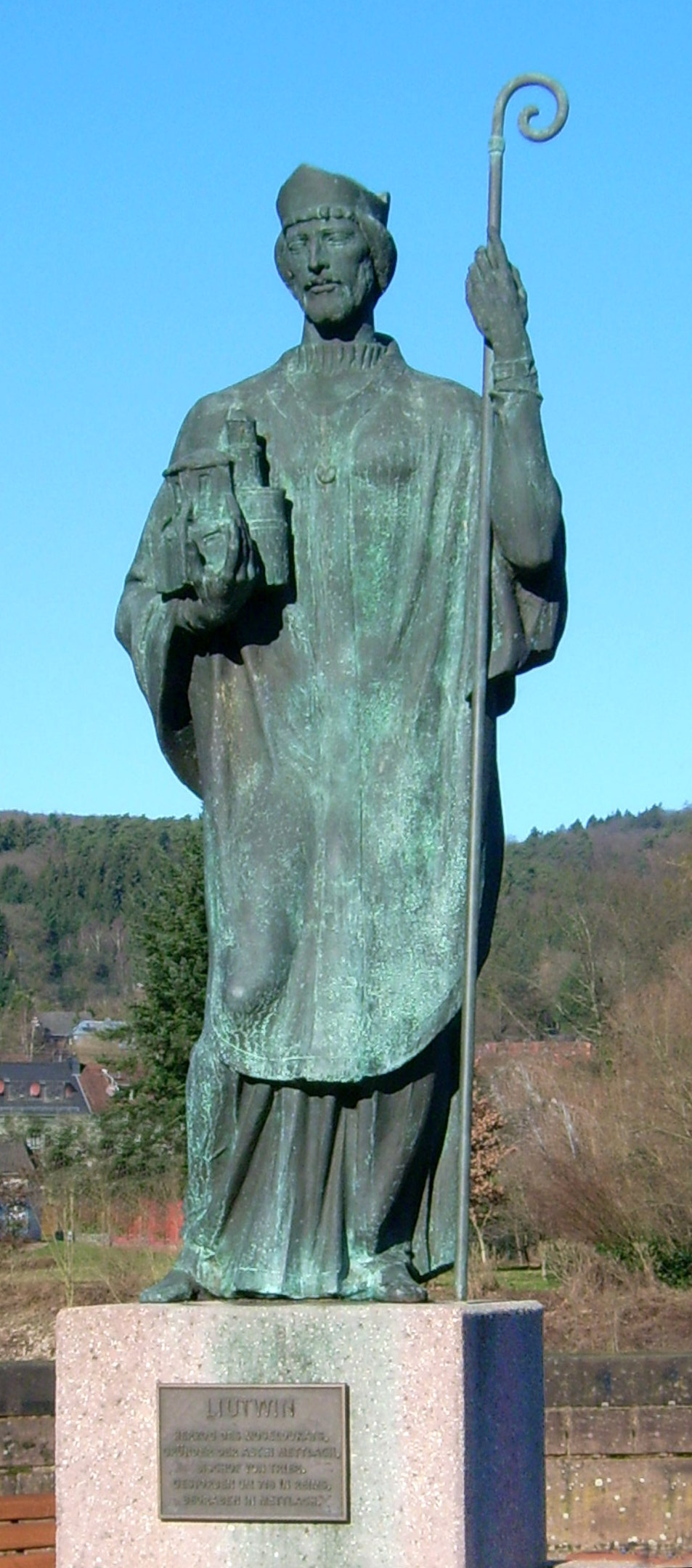
Liutwinus-Statue mit Bischofsornat und Modell des Alten Turms, Levan (* 1932) und David (* 1964) Mcheidse, 1996, Mettlach, Betonsockel, Bronzeplastik, 2,60 × 0,90 × 0,60 m

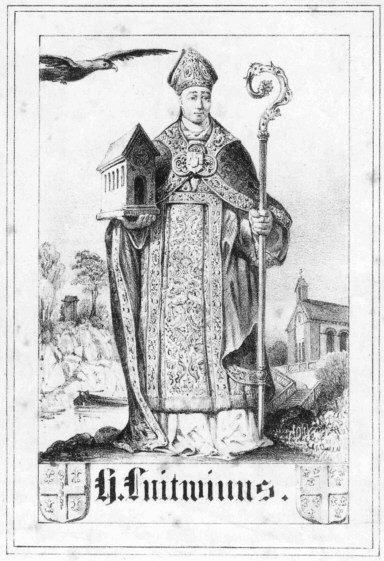
Der heilige Liutwin (Wallfahrtsbild, Kreidedruck um 1850 nach der Wallfahrts-Skulptur vom Ende des 15. Jahrhunderts)

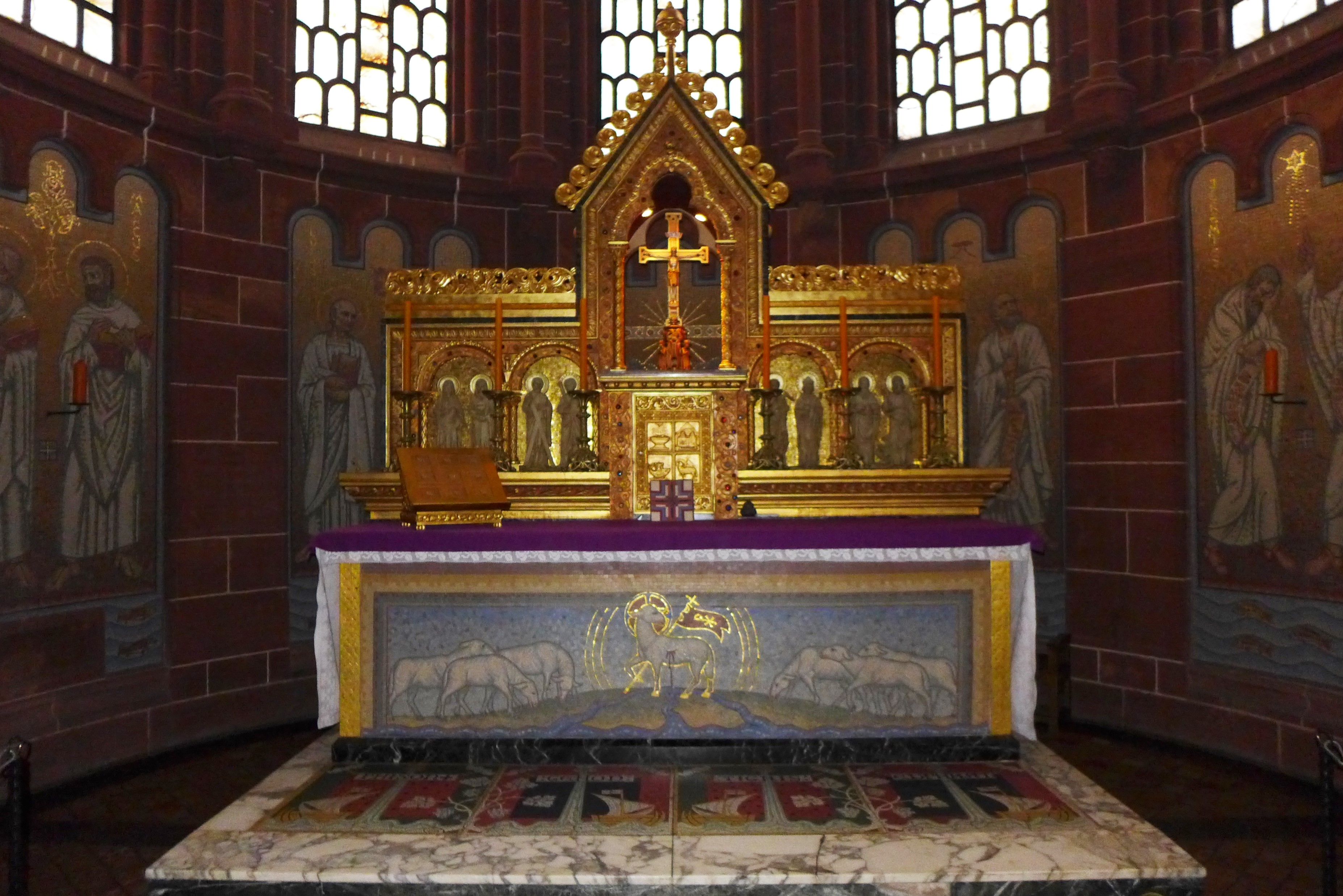
St. Luitwin (Mettlach), Hochaltar, in dem sich der Reliquienschrein des Heiligen befindet

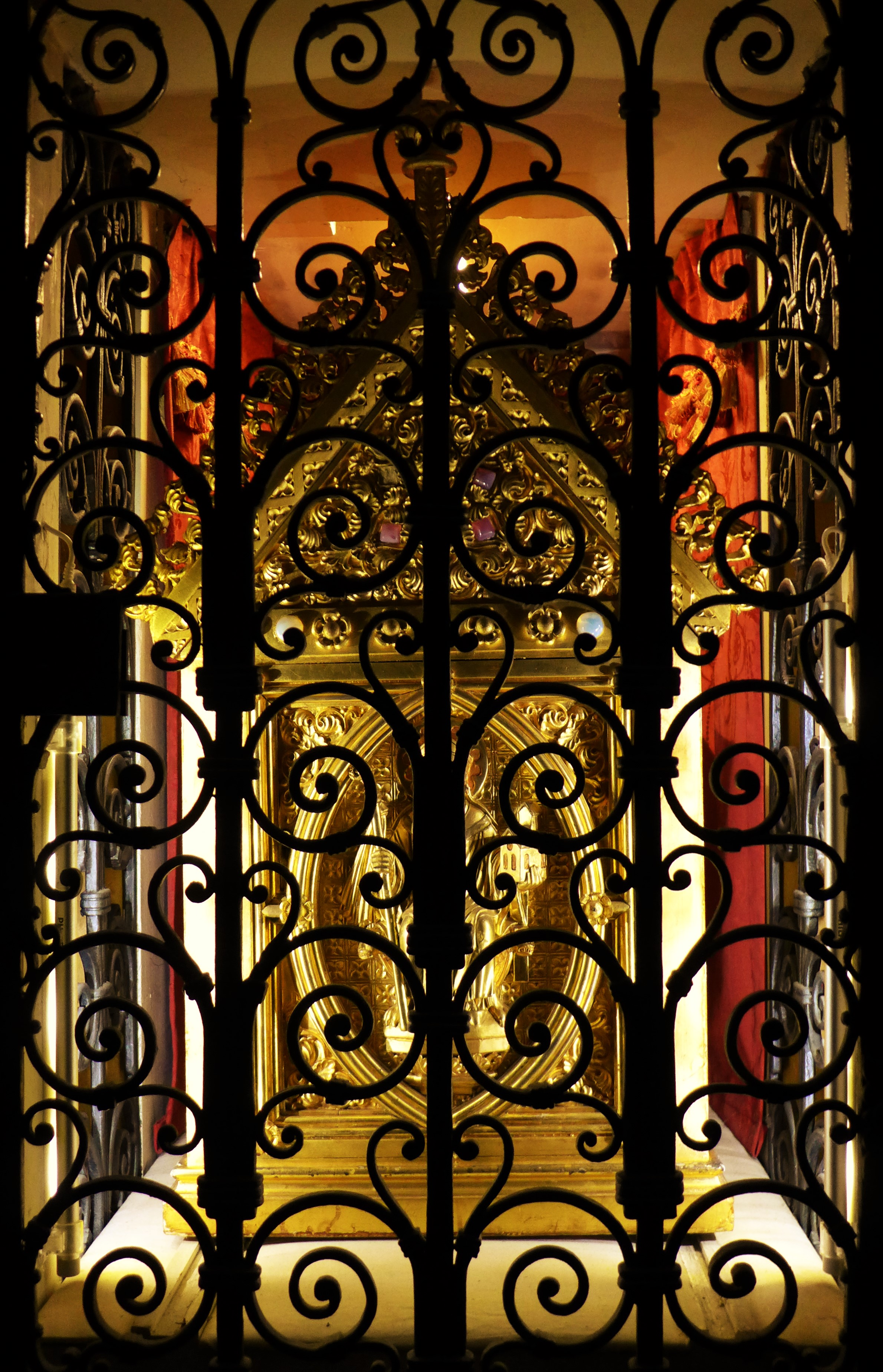
St. Lutwinus (Mettlach), Blick in die Hochaltarnische mit dem Lutwinusschrein

Der Heilige Liutwin (auch Lutwin oder Ludwin oder Leodewin, lat. Lutwinus; † 717 in Reims) war Klostergründer in Mettlach und Bischof in Trier, legendarisch auch in Reims und Laon. Sein Gedenktag ist der 23. September. Jährlich findet in Mettlach in der Woche vor Pfingsten die Lutwinuswallfahrt statt, bei der die Reliquien des Heiligen in einer feierlichen Prozession durch den Ort getragen werden.

## Leben
Liutwin war ein fränkischer Adliger aus dem Geschlecht der Widonen. Sein Vater war Warin von Poitou; Sein Onkel Basin war bis 705 Bischof von Trier. Liutwin hatte zunächst nicht die Absicht, eine kirchliche Laufbahn einzuschlagen. Er heiratete standesgemäß, vermutlich eine Frau aus der Familie der Robertiner, und hatte zwei Söhne, Milo und Wido sowie vielleicht eine Tochter, Rotrude. Über seine vermutliche Tochter Rotrude wäre Liutwin Schwiegervater Karl Martells und Urgroßvater Karls des Großen.
Die Legende berichtet, dass Liutwin bei einem Jagdausflug in der Nähe der Saarschleife auf einer Lichtung rastete und einschlief. Ein Adler flog herbei, blieb über dem Schlafenden in der Luft stehen und schützte ihn so vor der Sonne. Als Liutwin von seinem Diener davon erfuhr, deutete er das Ereignis als ein von Gott gesandtes Zeichen. Er ließ an der Stelle des Adlerwunders eine Kapelle zu Ehren des Heiligen Dionysius errichten. Die Dionysiuskapelle entwickelte sich bald zu einem christlichen Missionszentrum. An ihrer Stelle steht heute die Pfarrkirche St. Gangolf in Mettlach.
Um 690 gründete Liutwin das Kloster Mettlach. Nach dem Tod seines Onkels Basin folgte Liutwin diesem auf den Bischofsstuhl in Trier. Wenig später übernahm er nach der Legende auch die Bistümer Reims und Laon und war somit einer der wichtigsten kirchlichen Würdenträger im fränkischen Reich.
Liutwin starb 717 in Reims und wurde dort beigesetzt. Liutwins Nachfolger als Bischof von Trier und Reims war sein Sohn Milo. Dieser ließ die sterblichen Überreste seines Vaters nach Trier bringen, um ihn in der Heimat beisetzen zu lassen. Allerdings war es der Überlieferung nach nicht möglich, Liutwin in Trier zu bestatten. Also fiel der Beschluss, der Tote solle sich seinen Begräbnisplatz selbst suchen. Der Sarg wurde auf ein Schiff gebracht, das sich von selbst zunächst die Mosel, dann die Saar hinauf bewegte und schließlich in Mettlach anlegte, wo die Kirchenglocken zu läuten begannen. Liutwin wurde in der Marienkirche des Klosters Mettlach beigesetzt.

## Berichte seiner Wundertaten
Bereits zu Lebzeiten soll Liutwin Wunder bewirkt haben.

„Da der heilige Bischof Lutwinus einst dem Clerus von Rheims die heilige Weihe ertheilen sollte, kamen Boten daher von Laon, welche verlangten, er möge auch bei ihnen denselben Dienst halten. Da nun der Mann Gottes beiden Theilen genüge thun wollte, soll er die höchste Gnade angefleht haben, daß sie das, was er aus eigenen Kräften nicht vermöchte, durch ihre Allmacht vervollständigen wolle. Und der ewige Walter erhörte sogleich die Reinheit seines Gebets, und, das Gesetz der Sonne ändernd, verlängerte er den Tag um so viel, daß Lutwinus nach Abhaltung des Dienstes für die Bürger von Rheims noch nach Laon reisen konnte […]“

Berichte von Wundern an Liutwins Grab machten Mettlach zu einem vielbesuchten Wallfahrtsort. Um 990 wurde die Marienkirche durch einen achteckigen Neubau ersetzt, der der Aachener Pfalzkapelle Karls des Großen nachempfunden ist. Diese Kirche ist heute als der Alte Turm in Mettlach bekannt und gilt als ältestes erhaltenes Steinbauwerk im Saarland.
1247 wurden die Reliquien Liutwins in eine neuerbaute Liutwinuskapelle überführt. Gute 200 Jahre später wurden die Reliquien erneut umgebettet, diesmal in eine neue Kapelle, die mit der Abteikirche verbunden war. Die Klostergebäude kamen nach der  Französischen Revolution in den Besitz der Industriellenfamilie Boch. Diese ließ die baufällige Kirche abreißen und auf eigene Kosten die Lutwinuskirche in Mettlach errichten, in der sich die Reliquien des Heiligen noch heute befinden.
Der ursprüngliche Gedenktag Liutwins war der 29. September. Dieser Tag ist jedoch auch der Gedenktag des Erzengels Michael. So wurde Liutwins Gedenktag im 18. Jahrhundert auf den 28. September vorgezogen. Nach dem Zweiten Vatikanischen Konzil wurde schließlich der 23. September als Gedenktag Liutwins festgelegt, der zugleich für Liutwins Onkel Basin gilt.
Mosaiken des Malers Bernhard Gauer aus Düsseldorf sowie des Kirchenmalers Alfred Gottwald aus Bonn in der Lutwinuskirche in Mettlach zeigen Darstellungen aus dem Leben des Heiligen. Die Mosaiken dienten als Vorlage für fünf Sondermarken des Saarlandes von 1950.

Darstellungen aus Liutwins Leben auf Mosaiken in der Lutwinuskirche
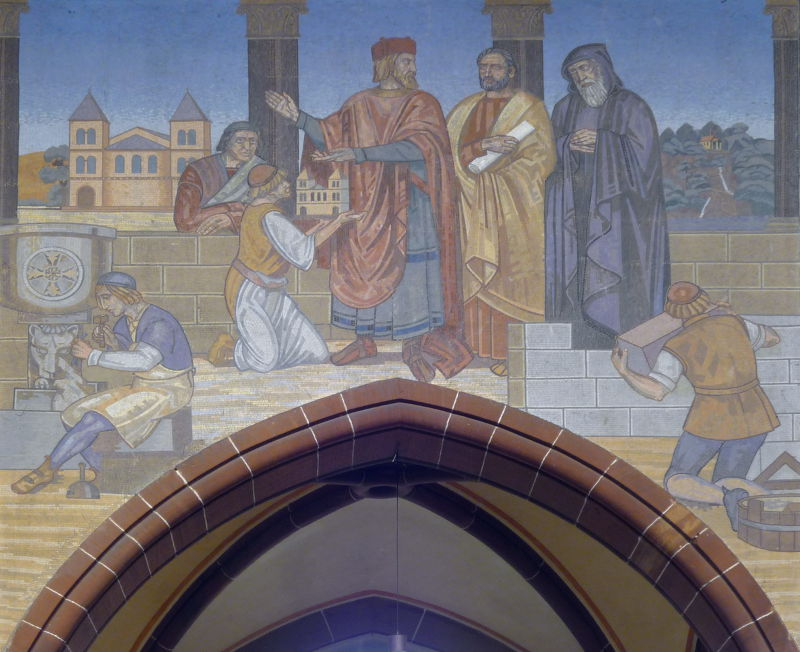
Liutwin lässt das Kloster in Mettlach bauen
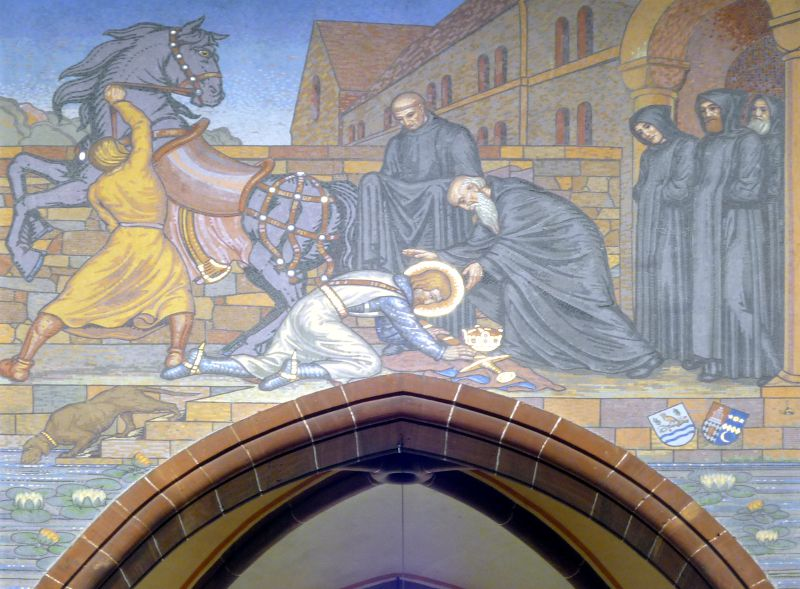
Eintritt ins Kloster
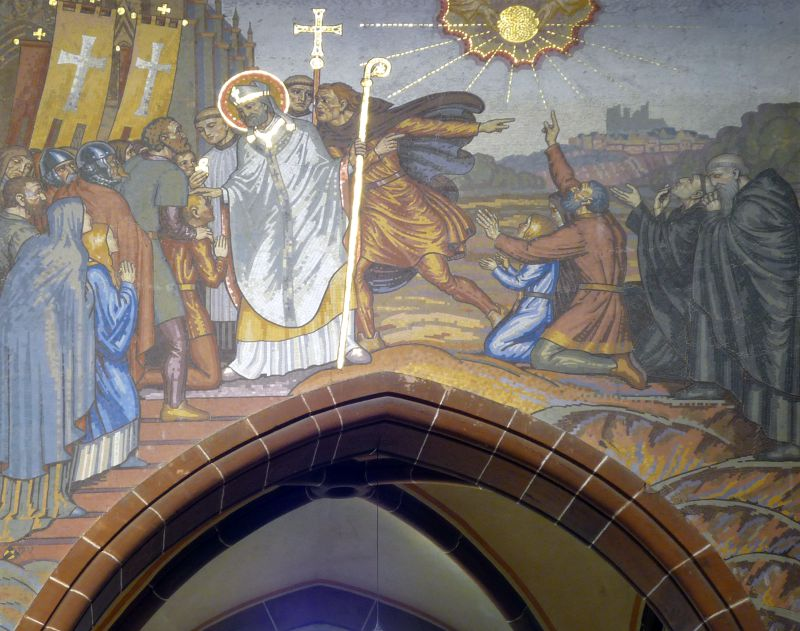
Liutwin firmt in Reims
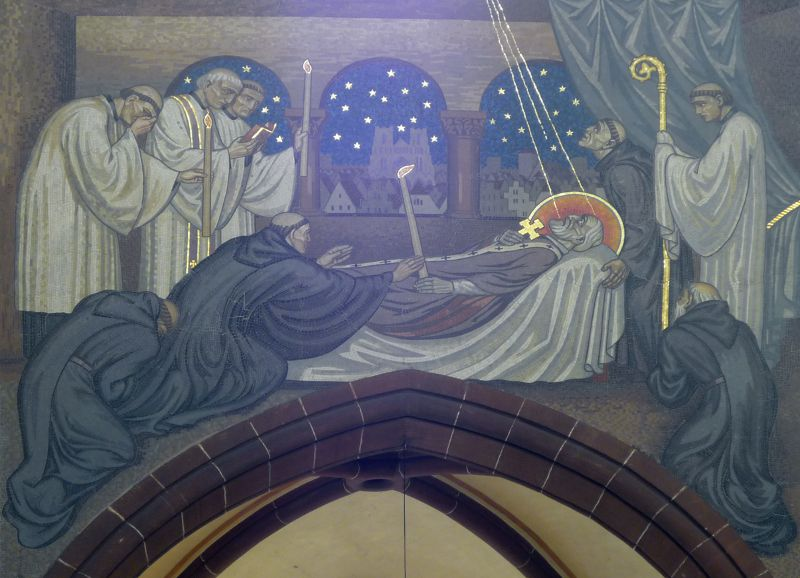
Liutwins Tod in Reims
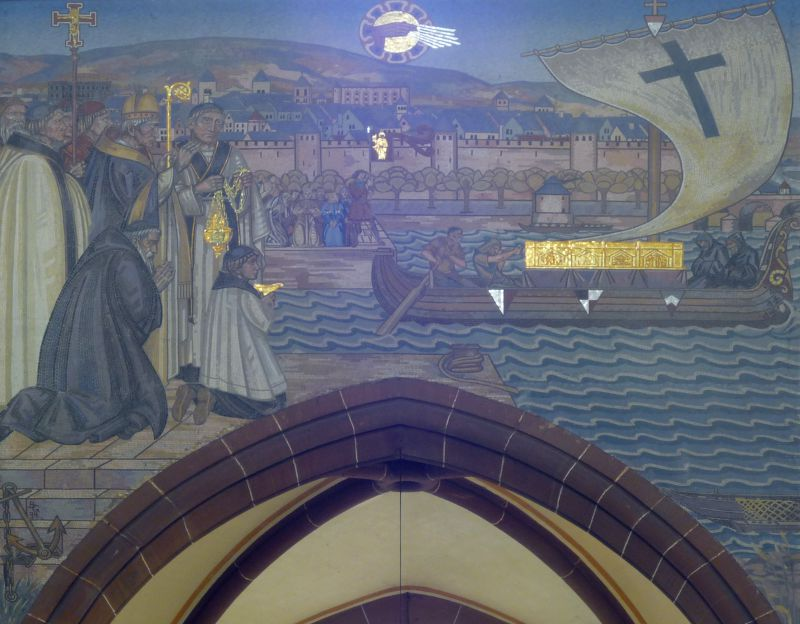
Bei der Überführung des Sarges mit seinen sterblichen Überresten lässt sich das Schiff nicht in Trier anlegen